# Marinilla
Marinilla is een gemeente in het Colombiaanse departement Antioquia. De gemeente telt 45.658 inwoners (2005).

## Geboren in Marinilla
- Ramón Hoyos (1932-2014), wielrenner

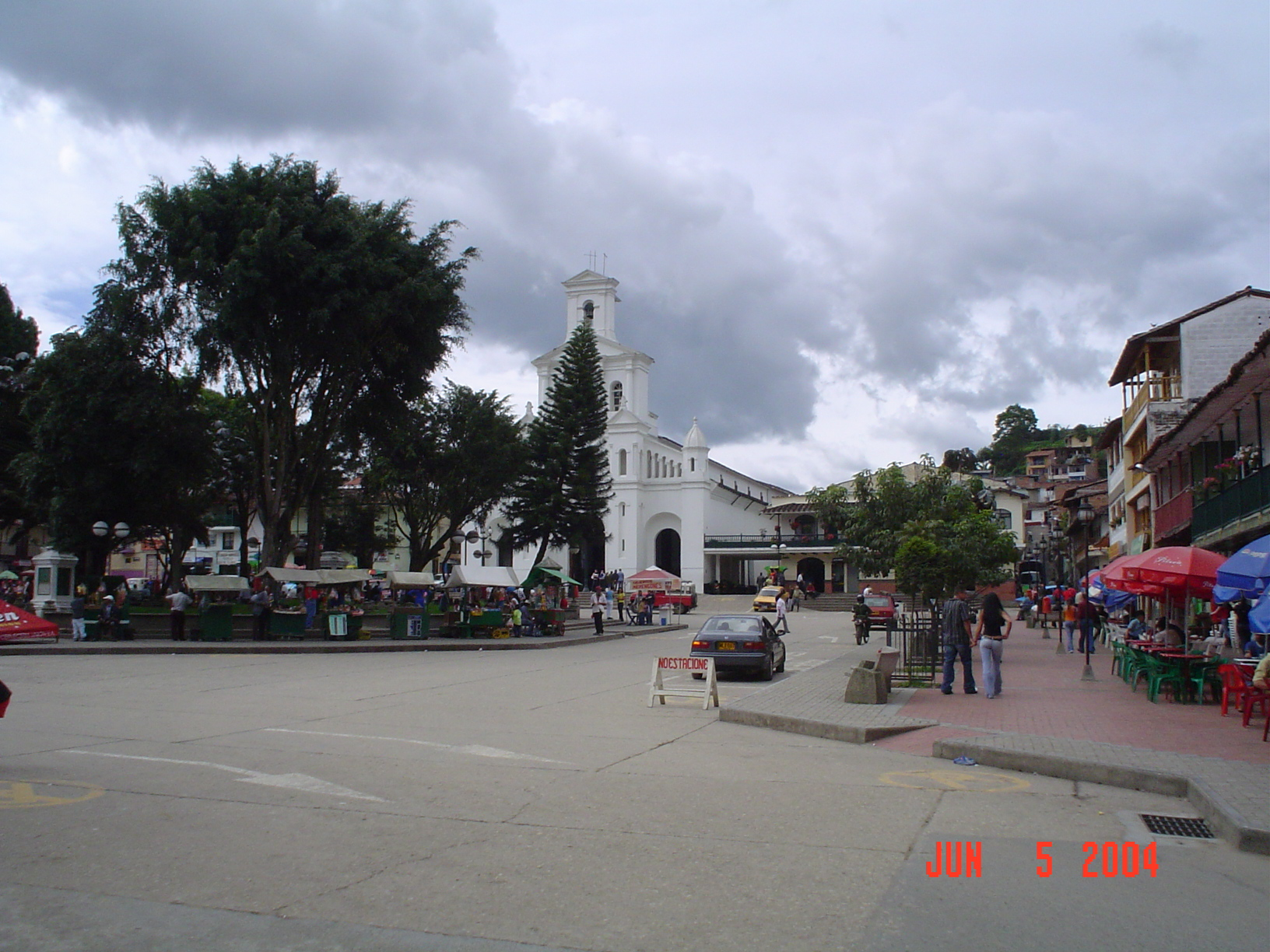
Centrum van Marinilla

Abejorral · Abriaquí · Alejandría · Amagá · Amalfi · Andes · Angelópolis · Angostura · Anorí · Anzá · Apartadó · Arboletes · Argelia · Armenia · Barbosa · Bello · Belmira · Betania · Betulia · Briceño · Buriticá · Cáceres · Caicedo · Caldas · Campamento · Cañasgordas · Caracolí · Caramanta · Carepa · El Carmen de Viboral · Carolina del Príncipe · Caucasia · Chigorodó · Cisneros · Ciudad Bolívar · Cocorná · Concepción · Concordia · Copacabana · Dabeiba · Donmatías · Ebéjico · El Bagre · El Peñol · El Santuario · Entrerríos · Envigado · Fredonia · Frontino · Giraldo · Girardota · Gómez Plata · Granada · Guadalupe · Guarne · Guatapé · Heliconia · Hispania · Itagüí · Ituango · Jardín · Jericó · La Ceja · La Estrella · La Pintada · La Unión · Liborina · Maceo · Marinilla · Medellín · Montebello · Murindó · Mutatá · Nariño · Nechí · Necoclí · Olaya · Peque · Pueblorrico · Puerto Berrío · Puerto Nare · Puerto Triunfo · Remedios · Retiro · Rionegro · Sabanalarga · Sabaneta · Salgar · San Andrés de Cuerquia · San Carlos · San Francisco · San Jerónimo · San José de la Montaña · San Juan de Urabá · San Luis · San Pedro de los Milagros · San Pedro de Urabá · San Rafael · San Roque · San Vicente · Santa Bárbara · Santa Fe de Antioquia · Santa Rosa de Osos · Santo Domingo · Segovia · Sonsón · Sopetrán · Támesis · Tarazá · Tarso · Titiribí · Toledo · Turbo · Uramita · Urrao · Valdivia · Valparaíso · Vegachí · Venecia · Vigía del Fuerte · Yalí · Yarumal · Yolombó · Yondó · Zaragoza